# AMPRNet
AMPRNet, siglas de AMateur Packet Radio Network, también llamada Network 44, es un conjunto de subredes que usan a nivel físico enlaces basados en ondas de radioaficionado y por encima TCP/IP usando direcciones de la red IPv4 de clase A 44/8 (asignada para ser usada por radioaficionados). Estas subredes están distribuidas por todo el mundo y el conjunto está gestionado por un grupo distribuido de coordinadores regionales que asignan direcciones a radioaficionados dentro de sus regiones. De esta forma contribuyen a la construcción de una red mundial totalmente basada en radio utilizando TCP/IP. La estructura de la red es dinámica, con lo que el estados de las subredes cambia de forma diaria.
Las estaciones se pueden conectar:
- Mediante radio enlaces punto a punto usando ondas de radioaficionado. Se pueden usar distintas tecnologías.
- Usando túneles a través de Internet. De esta forma evitar tener redes aisladas

Adicionalmente, un encaminador en la Universidad de California San Diego, provee una mínima conectividad entre Internet y las distintas partes de AMPRNet. Esta conectividad es principalmente para que los experimentadores intercambio información y accedan a recursos de Internet.
Hay que tener en cuenta que las estaciones de radioaficionado tienen que cumplir las estrictas restricciones sobre su contenido para evitar multas gubernamentales o la confiscación de sus licencias y equipos.
La mayoría de las estaciones de AMPRNet no están conectadas a Internet. La red consiste en miles de sistemas de computadoras, pero pocas pueden ser alcanzadas desde Internet.

## Direccionamiento
AMPRNet usa direcciones de la red IPv4 de clase A 44/8 (16'7 millones de direccciones IP), otorgada a los radioaficionados. Las direcciones son de la forma: 44.XX.YY.ZZ. Las letras XX representan un número desde 0 hasta 255 y se les suele asignar a un país. Por ejemplo, a España le corresponde el 133.
A mediados de 2019, debido a la escasez de redes IPv4, porciones del rango fueron vendidas para usos convencionales por la ARDC para su propia financiación. En 2001, parte del rango otorgado se le cambió el propósito para ser usada con fines de monitorización de Internet (telescopio de red de Internet).

## AMPR.ORG
AMPR.ORG, administrada por la Amateur Radio Digital Communications (ARDC),  es el dominio disponible para que los radioaficionados registren su estaciones de AMPRNet y otros sistemas informáticos relacionados con el mundo del radioaficionado.
Los nombres de subdominio bajo AMPR.ORG están disponibles para cualquier operador de radioaficionado autorizado que esté interesado en avanzar en el arte de las comunicaciones digitales de radioaficionado.